# Curtis Weston
Curtis James Weston, né le 24 janvier 1987 à Greenwich, est un footballeur anglais qui évolue au poste de milieu de terrain au Mickleover FC.

## Biographie
Né à Greenwich, Londres, Weston a fréquenté l'Erith Secondary School et a été repéré par un recruteur de Millwall alors qu'il jouait pour l'équipe de l'école, puis a rejoint le centre de formation de Millwall. Pour sa deuxième apparition seulement dans l'équipe première de Millwall, il a remplacé le manager Dennis Wise à la 89e minute de la finale de la Coupe d'Angleterre de football 2003–2004 contre Manchester United, devenant ainsi le plus jeune finaliste de la FA Cup à l'âge de 17 ans et 119 jours, battant le record de James F. M. Prinsep, vieux de 125 ans. Il a déclaré : « C'est évidemment le point culminant de ma carrière jusqu'à présent. J'étais supporter de Manchester United quand j'étais enfant, ce qui a rendu ce moment encore plus spécial. Je ne suis pas resté longtemps sur le terrain, mais j'ai eu quelques touches. Je me souviens d'un tacle glissé sur Ruud van Nistelrooy et d'un 50-50 avec Nicky Butt. J'ai gardé mon maillot et j'ai aussi reçu celui de Mikaël Silvestre ».
Weston a rejoint Swindon Town en juillet 2006 lorsque Dennis Wise, qui dirigeait alors Swindon, l'a de nouveau recruté. Weston a finalement réussi à faire quelques apparitions et a marqué son premier but professionnel lors d'un match contre Bristol Rovers. Il a été libéré par Swindon un an plus tard. Weston a signé un contrat de deux ans avec Leeds United le 7 août 2007, la troisième fois que Dennis Wise lui donnait un contrat. Il a marqué son premier but pour le club lors de la victoire 3-0 contre Northampton Town en janvier 2008, mais son séjour à Leeds n'a pas duré longtemps. « Gary McAllister (le nouveau manager de Leeds après le départ de Wise pour Newcastle United) a été direct avec moi. Il m'a simplement dit que je ne faisais pas partie de ses plans et que je devais trouver un autre club », a déclaré Weston plus tard.
En mars 2008, Weston a été prêté à Scunthorpe United, équipe de championnat d'Angleterre de deuxième division. En août 2008, Weston a rejoint Gillingham, d'abord pour un prêt d'un mois, avant de signer un contrat de deux ans. Il a déclaré : « Quand l'occasion s'est présentée d'aller à Gillingham, je l'ai saisie. [...] étant originaire de la région, je connaissais le club, je savais que l'organisation était bonne. C'était l'occasion de retourner là où est ma famille et de jouer des matches réguliers ». Il a fait ses débuts à Gillingham lors d'un déplacement à l'AFC Bournemouth le 9 août 2008, et a marqué son premier but pour le club le 28 décembre 2008 contre Wycombe Wanderers.
Weston a signé pour Barnet le 13 août 2012, mais a vu un manque d'action de première équipe au début en raison de l'arrivée de John Oster et Edgar Davids peu de temps après. Il a cependant joué un rôle prépondérant dans les derniers matches de la saison de Barnet, débutant le dernier match à Underhill, avec un tir de l'extérieur de la surface qui a heurté le poteau. Il a débuté le dernier match de la saison contre Northampton Town, que Barnet a perdu 2-0, ce qui l'a relégué dans la Conférence. Weston a passé six saisons avec les Bees, au cours desquelles il a été capitaine et a remporté le titre de la Conference Premier en 2014-15. Le 24 mai 2018, il a été confirmé que Weston avait accepté de rejoindre Chesterfield pour la saison 2018-19. En quatre saisons, il a marqué neuf buts en 161 apparitions pour les Spireites. Weston a rejoint l'AFC Fylde pour la saison 2022-23. À l'été 2023, il a signé pour Buxton.
En juillet 2024, Weston rejoint Mickleover, qui évolue en première division de Northern Premier League.

## Clubs successifs
- 2004–2006:  Millwall FC
- 2006–2007:  Swindon Town
- 2007–2008:  Leeds United
  - 2008:  Scunthorpe United (prêt)
  - 2008:  Gillingham FC (prêt)
- 2008–2012:  Gillingham FC
- 2012–2018:  Barnet FC[10]
- 2018–2022:  Chesterfield FC
- 2022–2023:  AFC Fylde
- 2023–2024:  Buxton
- Depuis 2024:  Mickleover

## Palmarès
- Millwall FC
  - Finaliste de la Coupe d'Angleterre en 2004.

- Gillingham
  - Vainqueur des barrages de l'EFL League Two lors de la saison 2008–2009.

- Barnet
  - Vainqueur de la Conference Premier lors de la saison 2014–2015.